# 中央廚房

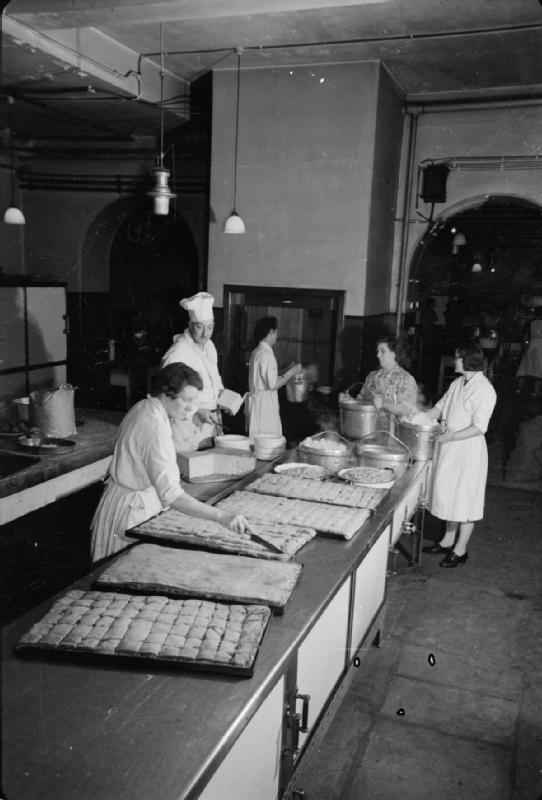
二戰倫敦供應救濟餐的中央廚房

中央廚房（英語：Central Kitchen），是餐飲製造業的一種，泛指可以在單一用餐時間裡，能夠提供1000人份以上餐點，或是可同時提供不同地點2處以上餐飲場所之熟食供應，或是製造僅需簡易加熱之預製食材（ready-made food）業者。中央廚房將採用巨大的操作間，採購、選菜、切菜、調味等各個環節均有專人負責，半成品和調好的調料一起，用統一的運輸方式，趕在指定時間內運到分店。

## 優點
- 可以集中運用資源，透過大量採購和集中烹調處理，使成本降低。同時可以使在個別供應餐點的場所，不必在其廚房維持大量人力配置。
- 可以在食品安全有一定的把關效果。

## 缺點
- 由於大量製造，有些對於口感挑剔的人，可能不會認為美味。

## 應用
- 在民用航空的飛機，基於安全性及方便性，在機上不使用明火的廚具，所以使用中央廚房所事先製作的飛機餐，起飛前再送上飛機，飛行途中分發給乘客食用，這樣的中央廚房稱為「空廚」。
- 在一些大型的學校、公司等地方，也有設置中央廚房，作為供應教職員、學生與員工的午餐。有些是數所學校共用一處中央廚房供餐。
- 團膳業中央廚房；快餐連鎖業中央廚房；火鍋連鎖業中央廚房。
- 又可分為：企業員工餐、學生營養餐、高校、鐵路、航空、部隊、醫院及社區供餐等。
- 按配送模式：全熱鏈配送式、全冷鏈配送式、冷熱鏈混合配送式。

## 另見
- 外燴